# Associazione Calcio Valdagno 1996-1997
Questa voce raccoglie le informazioni riguardanti l'Associazione Calcio Valdagno nelle competizioni ufficiali della stagione 1996-1997.